# Ліквід-фанк

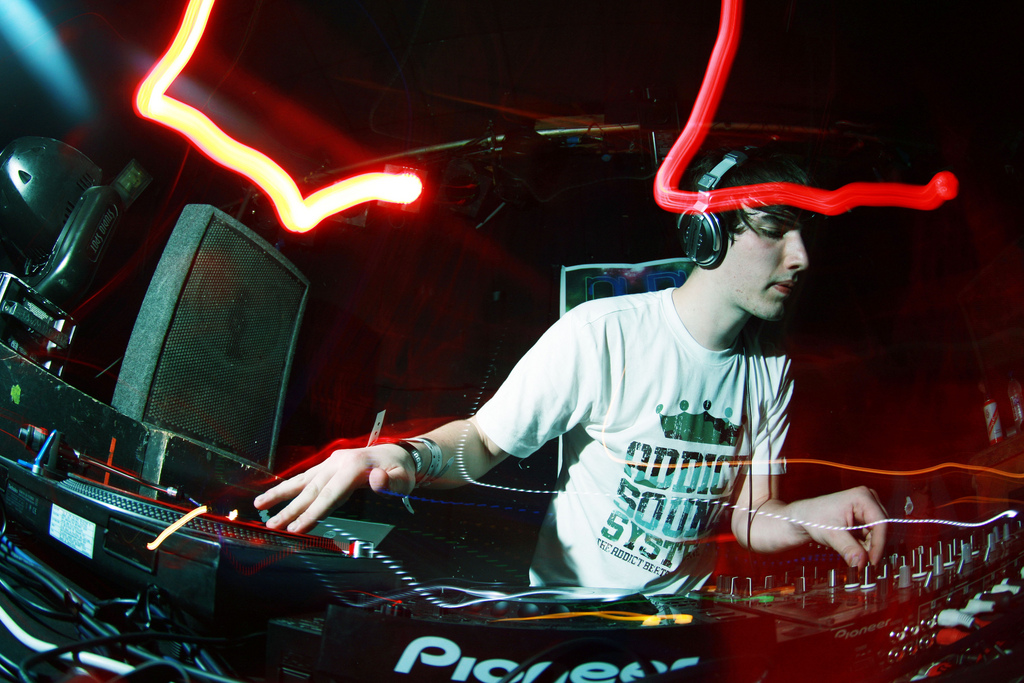

Ліквід фанк (англ. liquid funk) — підстиль драм-енд-бейсу.
Незважаючи на використання тих же басових партій і ударних, він містить менше ударно-орієнтованих семплів і більше прогресивних синтезаторних партій, створюючи спокійнішу атмосферу, спрямовану більшою мірою на домашнього слухача, ніж на відвідувачів нічних клубів. Приклади ліквіду фанку можуть бути знайдені на лейблах Good Looking Records, Hospital Rec.

## Історія
У 2000 році Fabio поклав початок новій формі драм-енд-бейса, яку він назвав «ліквід фанк», випустивши однойменну компіляцію на його лейблі Creative Source . Вона характеризувалася впливом диско і хауса і широким використанням вокалу. Не дуже відомий спочатку, жанр отримав широку популярність в 2003—2004, а в 2005 придбав статус одного з найбільш продаваних піджанрів драм-н-бейса з такими лейблами як: Hospital Records, State of the Art Recordings і такими артистами як: High Contrast, Calibre, Nu: Tone, Solid State, London Elektricity і Logistics. Інші популярн лейбли Liquid V, Rubik Records .
Інтелліджент (він же атмосферний драм-н-бейс) і ліквіду фанк дуже близькі, але ліквіду фанк все-таки має деякі відмінності . Наприклад, в ліквід фанк має набагато сильніший вплив латиноамериканської музики, диско, джазу і фанку, в той час як атмосферний драм-н-бейс має холодніший звук за своєю спокійною природою нехтує семплами реальних інструментів, замінюючи їх гладкими синтезованим партіями.

## Виконавці
- 4Hero
- A-Sides
- Alix Perez
- Amaning
- Artificial Intelligence
- ATP
- BCee
- Bailey
- Basic Operations
- Beta 2
- Big Bud
- Bungle
- Brookes Brothers
- Camo & Krooked
- Calibre
- Channel 2
- CLS
- Commix
- Command Strange
- Contour
- Craggz & Parallel Forces
- Cyantific
- D Kay
- DJ Flight
- DJ Lee
- DJ Marky
- DJ Zinc
- Danny Byrd
- Drumagick
- Duo Infernale
- E-Z Rollers
- Electrosoul System
- Eveson
- FX909
- Flirt With Dirt
- Flower
- Greg Packer
- High Contrast
- Heist
- Influx Datum
- Jebar
- J Majik
- Juju
- Kabuki
- Kaleb
- Klute
- Konsta
- Krut
- Kubiks
- L.A.O.S.
- LM1
- Lenzman
- Logistics
- Lomax
- London Elektricity
- Mage
- Makoto
- Marcus Intalex
- Mistabishi
- Mutated Forms
- Mutt
- Netsky (виконавець)
- NuClear
- Nu:Tone
- Operon
- Patife
- Pchel
- Physics
- Raf & Ill Logic
- Random Movement
- Redeyes
- Ross D
- SKC & Bratwa
- Shapeshifter
- Shy FX
- S.P.Y.
- Stress Level & TC1
- Switch
- Syncopix
- The Insiders
- Tom and Jerry
- Utah Jazz
- XRS
- Young Ax
- Zero Tolerance